# Нениган
Ненига́н (фр. Nénigan, окс. Nenigan) — коммуна во Франции, находится в регионе Юг — Пиренеи. Департамент — Верхняя Гаронна. Входит в состав кантона Булонь-сюр-Жес. Округ коммуны — Сен-Годенс.
Код INSEE коммуны — 31397.

## География
Коммуна расположена приблизительно в 630 км к югу от Парижа, в 70 км к юго-западу от Тулузы.
На юго-востоке коммуны протекает река Жес, а на северо-западе — река Жимон.

## Климат
Климат умеренно-океанический. Зима мягкая и снежная, весна характеризуется сильными дождями и грозами, лето сухое и жаркое, осень солнечная. Преобладают сильные юго-восточные и северо-западные ветры.

## Население
Население коммуны на 2010 год составляло 60 человек.
| 1962 | 1968 | 1975 | 1982 | 1990 | 1999 | 2010 |
| ---- | ---- | ---- | ---- | ---- | ---- | ---- |
| 63   | 64   | 61   | 59   | 59   | 55   | 60   |

## Администрация
| Период | Период | Фамилия        | Партия | Примечания |
| ------ | ------ | -------------- | ------ | ---------- |
| 1965   | 2001   | Шарль Лаффорг  |        |            |
| 2001   | 2014   | Луи Готье      |        |            |
| 2014   | 2020   | Дамьен Креспен |        |            |

## Экономика
В 2010 году среди 40 человек трудоспособного возраста (15—64 лет) 26 были экономически активными, 14 — неактивными (показатель активности — 65,0 %, в 1999 году было 70,3 %). Из 26 активных жителей работали 20 человек (13 мужчин и 7 женщин), безработных было 6 (2 мужчин и 4 женщины). Среди 14 неактивных 4 человека были учениками или студентами, 3 — пенсионерами, 7 были неактивными по другим причинам.

## Фотогалерея

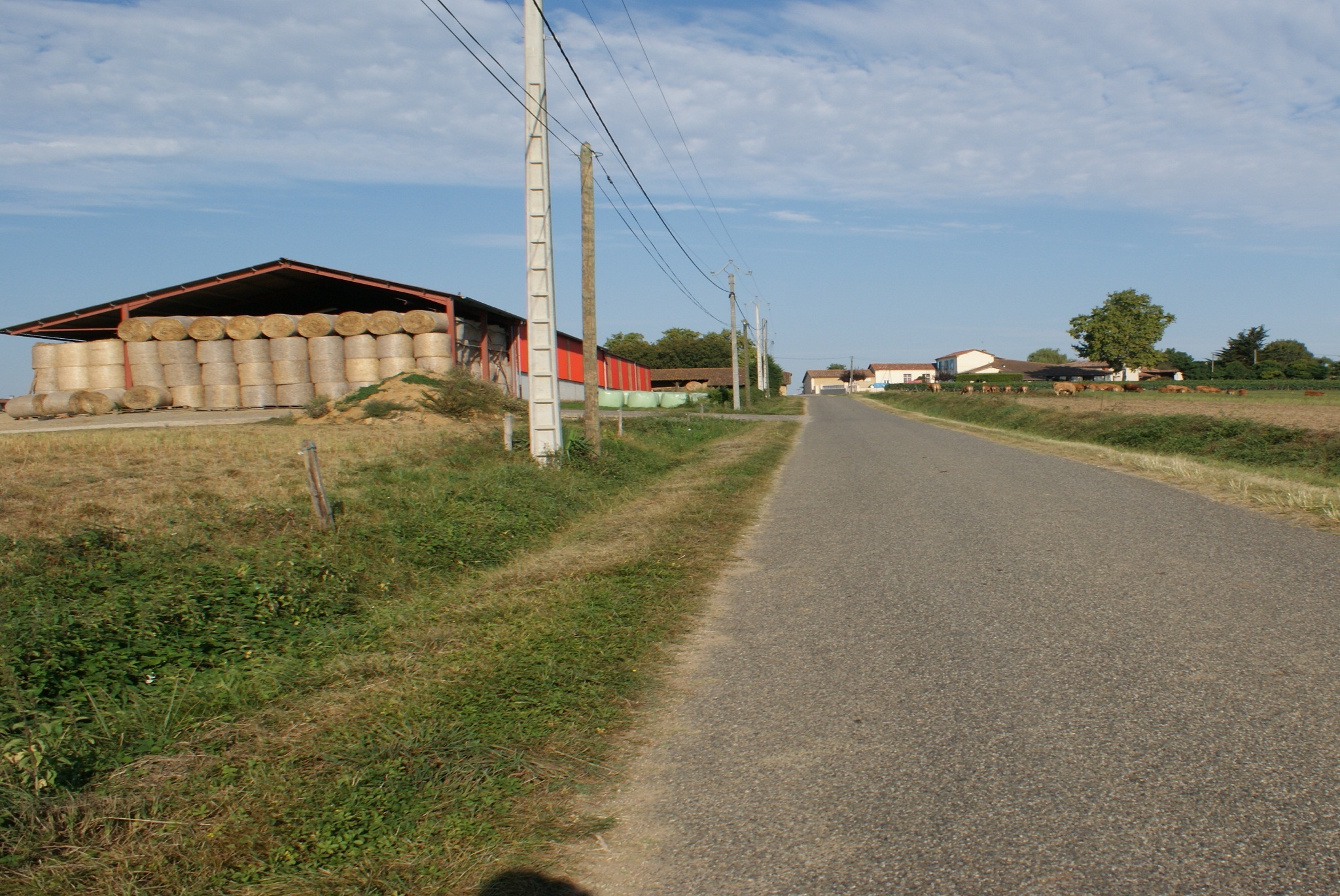
Нениган
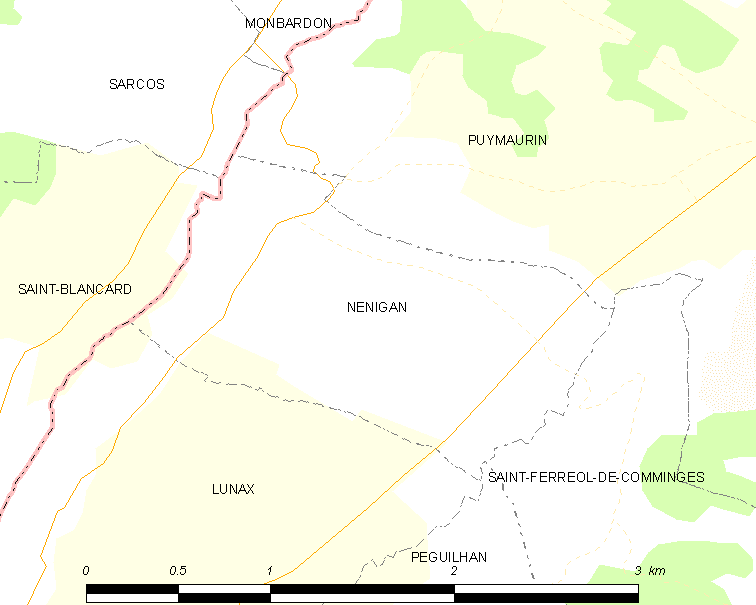
Карта коммуны